# Juliette Adam
Juliette Adam (Verberie, 4 de outubro de 1836 – Callian, 23 de agosto de 1936) foi uma escritora francesa.

## Vida e carreira
Juliette Adam nasceu em Verberie (Oise). Ela fez um relato de sua infância, tornada infeliz pelas dissensões de seus pais, em Le roman de mon enfance et de ma jeunesse (inglês, trad., Londres e Nova York, 1902).  Seu pai é descrito em Paradoxes d'un docteur allemand (publicado em 1860), que mostra que ele simpatizava com o feminismo.
Em 1852, ela se casou com um médico chamado La Messine, e publicou em 1858 suas Idées antiproudhoniennes sur l'amour, la femme et le mariage , em defesa de Daniel Stern (pseudônimo de Marie d'Agoult) e George Sand.
Após a morte do primeiro marido em 1867, Juliette casou-se com Antoine Edmond Adam (1816-1877), prefeito da polícia em 1870, que posteriormente se tornou senador vitalício. Ela fundou um salão frequentado por Gambetta e outros líderes republicanos contra a reação conservadora dos anos 1870. No mesmo interesse, ela fundou a Nouvelle Revue em 1879, que editou por oito anos, e manteve influência em sua administração até 1899. Ela se envolveu na associação Avant-Courrière (Precursor) fundada em 1893 por Jeanne Schmahl, que exigia o direito das mulheres de serem testemunhas em atos públicos e privados, e o direito das mulheres casadas de tomar o produto de seu trabalho e dispor dele livremente.
Adam escreveu as notas sobre política externa e foi incessante em seus ataques a Bismarck e em sua defesa de uma política de Revanchismo. Ela é geralmente creditada com a autoria de artigos em várias capitais europeias assinados "Paul Vasili", que foram, na realidade, o trabalho de vários escritores. O mais famoso de seus numerosos romances é Païenne (1883). Suas reminiscências, Mes premières armes littéraires et politiques (1904) e Mes sentiments et nos idées avant 1870 (1905), contêm muitos mexericos interessantes sobre seus distintos contemporâneos.
Em 1882, ela comprou a propriedade de uma abadia em Gif-sur-Yvette (Essonne), onde viveu de 1904 até sua morte em Callian (Var) em 1936.

## Trabalhos (selecionados)
- Idées antiproudhoniennes sur l’amour, la femme et le mariage, 1858
- Les provinciaux à Paris, in Paris Guide 1868; tradução do inglês Paris for Outsiders 2016
- Laide, 1878
- Grecque, 1879
- Païenne, 1883
- Mes angoisses et nos luttes, Paris, A. Lemerre, 1907
- L'Angleterre en Egypte, Paris, 1922